# Скопулариопсис
Спокуларио́псис, также скопулярио́псис (лат. Scopulariopsis), — род грибов-аскомицетов, входящий в класс сордариомицеты.
Объединяет микромицеты, образующие преимущественно коричневые колонии с конидиогенезом по типу аннелид.

## Описание
Колонии быстрорастущие, бархатистой, пучковатой или зернистой структуры. Окраска беловатая, сероватая, бежевая, коричневая до тёмно-коричневой, без черноватых и зеленоватых оттенков.
Анаморфное (конидиальное) спороношение представлено конидиогенными аннеллидами. Аннеллиды на кисточковидно разветвлённых конидиеносцах, либо в пучках по 2—3 на коротком конидиеносце, или же одиночные непосредственно на гифах, цилиндрические или несколько вздутые в основании, с рубчатой шейкой. Конидии одноклеточные, собранные в длинные цепочки, неокрашенные или коричневые, гладкие или шероховатые, с усечённо-выпуклым основанием.
Телеоморфа образует шаровидные до грушевидных перитеции с выходным отверстием либо с шейкой. Аски унитуникатные, восьмиспоровые, яйцевидные до эллипсоидальных. Аскоспоры асимметричные — почковидные до полулунных.

## Систематика

### Синонимы
- Acaulium Sopp, 1912
- Phaeoscopulariopsis M.Ota, 1928, nom. inval.

### Виды
- Scopulariopsis africana Woudenb. & Samson
- Scopulariopsis albida Woudenb. & Samson
- Scopulariopsis alboflavescens Zach
- Scopulariopsis asperula (Sacc.) S.Hughes
- Scopulariopsis brevicaulis (Sacc.) Bainier — Скопулариопсис короткостебельчатый
- Scopulariopsis candida (Guég.) Vuill.
- Scopulariopsis caseicola Woudenb. & Samson
- Scopulariopsis cordiae Sand.-Den. et al.
- Scopulariopsis flava (Sopp) F.J.Morton & G.Sm.
- Scopulariopsis macurae Jagielski et al.
- Scopulariopsis sexualis Woudenb. & Samson
- Scopulariopsis soppii S.P.Abbott